# Unione Sportiva Esperia 2008-2009
Questa voce raccoglie le informazioni riguardanti l'Unione Sportiva Esperia nelle competizioni ufficiali della stagione 2008-2009.

## Organigramma societario
Area direttiva
- Presidente: Silvio Sassano

Area tecnica
- Allenatore: Andrea Simoncelli
- Allenatore in seconda: Riccardo Boieri
- Assistente allenatore: Wilma Ruini
- Scout man: Mattia Sassano

Area sanitaria
- Medico: Francesco Puerari
- Fisioterapista: Cristian Carubelli

## Rosa
| N° | Nome               | Ruolo | Data di nascita  | Nazionalità sportiva |
| -- | ------------------ | ----- | ---------------- | -------------------- |
| 3  | Noemi Signorile    | P     | 15 febbraio 1990 | Italia               |
| 5  | Caterina Fanzini   | S/O   | 12 agosto 1985   | Italia               |
| 6  | Daniela Nardini    | C     | 18 dicembre 1982 | Italia               |
| 8  | Cornelia Dumler    | S     | 22 gennaio 1982  | Germania             |
| 9  | Marta Agostinetto  | S     | 22 aprile 1987   | Italia               |
| 11 | Martina Boscoscuro | L     | 2 settembre 1988 | Italia               |
| 12 | Francesca Gentili  | C     | 28 marzo 1990    | Italia               |
| 13 | Chiara Sacconi     | C     | 11 dicembre 1986 | Italia               |
| 15 | Elica Vasileva     | S     | 13 maggio 1990   | Bulgaria             |
| 17 | Nadezhda Shopova   | S     | 8 gennaio 1984   | Bulgaria             |
| 18 | Elisa Muri         | P     | 10 giugno 1984   | Italia               |